# إدواردو مالاسكيز
إدواردو مالاسكيز (بالإسبانية: Eduardo Malásquez)‏ (مواليد 30 أغسطس 1958) هو لاعب كرة قدم. يلعب مع منتخب بيرو لكرة القدم. سبق له أن لعب في كأس العالم لكرة القدم مع منتخب بلاده.

## روابط خارجية
- إدواردو مالاسكيز على موقع الاتحاد الدولي (مؤرشف)  (الإنجليزية)
- إدواردو مالاسكيز على موقع قاعدة بيانات كرة القدم.إي يو (الإنجليزية)
- إدواردو مالاسكيز على موقع ناشيونال فوتبول تيمز (الإنجليزية)